# Internationale Luchthaven Tribhuvan
De Internationale Luchthaven Tribhuvan (Nepalees: त्रिभुवन अन्तर्राष्ट्रिय विमानस्थल) is een internationale luchthaven bij het Nepalese Kathmandu.
Op de locatie landen al vliegtuigen sinds 1949, toen op Gauchaur Airport. De huidige luchthaven werd ingehuldigd in 1955 door koning Mahendra en Tribhuvan genoemd naar de vader van koning Mahendra, koning Tribhuvan. In 1964 werd aan de naam van de luchthaven toegevoegd dat het een internationale luchthaven was. De landingsbaan was oorspronkelijk een grasstrook, maar werd in 1957 gebetonneerd  en vervolgens meermaals verlengd. 
Het eerste straalvliegtuig, een Boeing 707 van Lufthansa, landde in 1967 op Tribhuvan.
In 2019 waren er 7,3 miljoen reizigers en 124.255 vliegtuigbewegingen.